# Лавринцы
Лавринцы (укр. Лавринці) — село,
Челно-Федоровский сельский совет,
Зеньковский район,
Полтавская область,
Украина.
Код КОАТУУ — 5321387207. Население по переписи 2001 года составляло 12 человек.

## Географическое положение
Село Лавринцы находится на расстоянии в 0,5 км от села Челно-Федоровка.